# Baorangia bicolor
Baorangia bicolor (Kuntze) G. Wu, Halling & Zhu L. Yang, 2015 è un fungo commestibile appartenente alla famiglia Baorangia. È diffuso in Nord America, e appare soprattutto a est delle Montagne Rocciose durante l'estate e l'autunno, ma si può incontrare anche in Cina e in Nepal. Il suo corpo fruttifero è di dimensioni medio-grandi, e questa caratteristica aiuta a distinguerlo da molte specie simili ma di dimensioni ridotte. Di questa specie esistono due varietà: B. bicolor var. borealis e B. bicolor var. subreticulatus. Può essere confuso con B. sensibilis, specie velenosa, e con altre specie innocue.
L'epiteto bicolor, di due colori.

## Descrizione

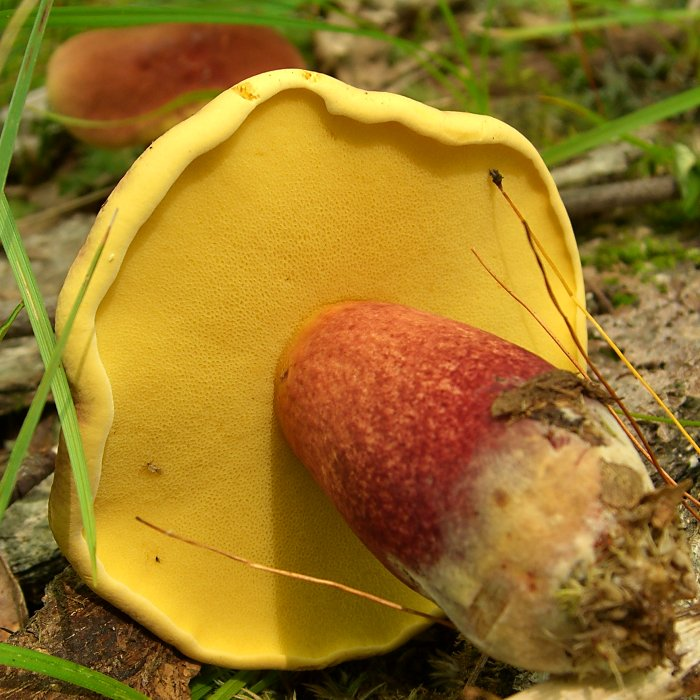
Pori di B. bicolor

Il colore del cappello di questa specie varia dal rosso chiaro, quasi rosato, al rosso mattone, più frequente negli adulti. Il diametro varia dai 5 ai 15 cm; i pori sono di un giallo abbastanza acceso.
In questa specie avviene un fenomeno inusuale, comune solo a poche altre specie del suo genere, dove è più marcato: la superficie dei pori, se danneggiata, vira verso il blu-violaceo. Quando la carne di questo fungo viene esposta all'aria, inoltre, vira verso il blu, ma questo cambiamento è meno evidente che nei pori.
Il colore dei pori negli esemplari più vecchi è giallo sporco e pallido.
Il gambo è alto dai 5 ai 10 cm, e largo da 1 a 3. Alla base la colorazione è rossastra o violacea, mentre vicino al cappello il gambo diventa rosato e poi giallastro. Non è presente nessun anello, mentre c'è un sottile velo parziale.

### Caratteristiche microscopiche
La sporata è bruna-olivacea. Se viste al microscopio, le spore appaiono oblunghe e con una superficie liscia. Misurano circa 8–12 e 3.5–5 µm. La carne si macchia di giallo o di marrone e le spore diventano color ocra se trattate con Idrossido di potassio (KOH).

### Reazioni chimiche
Un metodo per identificare questa specie sono le reazioni chimiche. La pileipellis, se trattata con il solfato ferroso, diventa grigiastra o quasi nera. La carne, invece, diventa bluastra o verde oliva, e se trattata con KOH diventa arancione o gialla pallida.

## Tassonomia
Una specie fu denominata Boletus bicolor per la prima volta nel 1807 dal botanico italiano Giuseppe Raddi. Però, nel 1870, Charles Horton Peck descrisse con quel nome una specie raccolta da lui nel 1870. Questa denominazione, secondo l'articolo 53.1 del Codice internazionale per la nomenclatura delle alghe, funghi e piante sarebbe illegittima. Boletus bicolor (Raddi) non è un sinonimo di Boletus bicolor Peck, perché la prima descrive una specie europea a sé, ma questo conflitto tassonomico deve essere ancora risolto.
Nel 1909 fu invece chiamata Boletus bicolor una specie raccolta a Singapore, ma divenne un sinonimo di Boletochaete bicolor.

## Commestibilità
Questa specie è commestibile, anche se in alcune persone può causare allergie o disturbi allo stomaco. Il sapore è molto debole. Spesso il colore del cappello aiuta a capire quando questo fungo può essere mangiato; infatti quando esso è chiaro il fungo sta spesso attraversando una fase durante la quale è attaccato da larve; gli individui con il cappello rosso scuro sono invece meno giovani ma possono essere mangiati. Può essere distinto dal congenere B. sensibilis, molto simile ma velenoso, grazie alla carne che se intaccata cambia colore molto più lentamente.

## Distribuzione e habitat
Il suo areale si estende dal sud-est del Canada fino alla Florida. È comune negli Stati Uniti medio occidentali, soprattutto in Wisconsin. Cresce in boschi decidui, solitamente associato a querce. Può essere trovato sia solitario che in gruppi, soprattutto tra giugno e ottobre. Si trova anche in Cina e Nepal, dove è uno dei funghi consumati più frequentemente.

## Specie simili

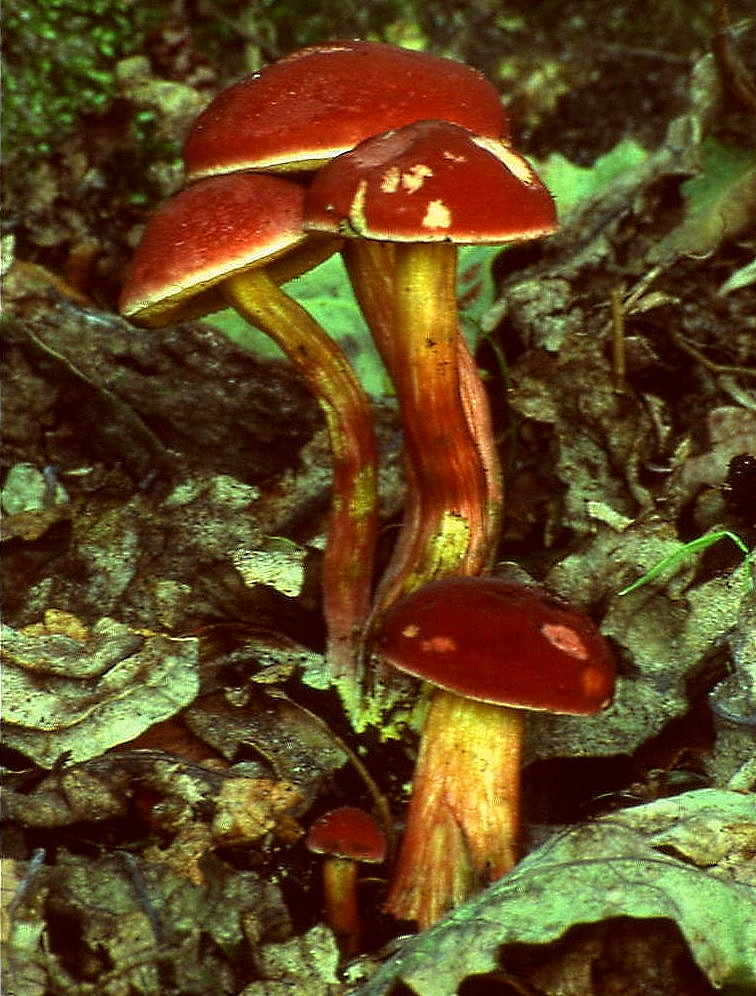
Xerocomellus rubellus

Ci sono diverse specie che si differenziano da questa solo per piccoli particolari. B. sensibilis si distingue grazie alla carne che cambia immediatamente colore se danneggiata e al fatto che è tossico, infatti può causare gravi reazioni allergiche e mal di stomaco. B. miniato-olivaceus ha invece il gambo completamente giallo e il cappello più chiaro. Anche in quest'ultimo la carne vira rapidamente verso il violaceo se danneggiata. B. peckii è mediamente più piccolo; la sua carne è pallida e ha un sapore amaro. B. speciosus ha il gambo reticolato e le spore cilindriche. Tra Xerocomellus rubellus e B. bicolor ci sono pochissime differenze, e per questo il primo può essere distinto solo osservandone le caratteristiche microscopiche. Anche B. bicoloroide è molto simile, ma cresce solo nel Michigan, ha le spore e il corpo fruttifero più grandi. Però B. bicoloroide non è ancora stato accuratamente studiato, quindi molte sue caratteristiche sono sconosciute.

## Varietà
Di questa specie esistono due varietà: B. bicolor var. borealis e B. bicolor var. subreticulatus. Entrambe appaiono solo in America e hanno una colorazione leggermente diversa.

### Varietàborealis
Rispetto alla specie principale, questa varietà ha una colorazione più scura, e il cappello a volte tende al viola. I pori sono arancioni, e possono diventare opachi o marroni con l'età. Ha un areale ristretto, che comprende Michigan e parte della Nuova Inghilterra. Viene facilmente confuso con B. carminiporus.

### Varietàsubreticulatus
Anche questa varietà è più scura, ma la sua colorazione è più variabile. Con l'età, comunque, il margine del cappello tende ad ingiallire. I pori sono inizialmente gialli, poi ocra, mentre la sporata è color oliva. La distribuzione di questa varietà è molto simile alla distribuzione di B. bicolor in Nord America.